# Via del Corso (Rome)
Pour les articles homonymes, voir Via del Corso.
La via del Corso, dite « le Corso », est une rue du centre de Rome qui mène en ligne droite de la Piazza Venezia à la Piazza del Popolo. Cette artère est la voie centrale du quartier historique du « Trident », édifié entre les XVe et XVIIe siècles. Le Corso est bordé de nombreux palais et églises.
Sa longueur est d'environ 1,5 kilomètre. Le Corso est perpendiculaire au prolongement du corso Vittorio Emanuele (la via del Plebiscito), qu'il croise à l'extrémité nord de la Piazza Venezia.

## Histoire
La via del Corso était jadis le lieu central du déroulement du très grand Carnaval de Rome. C'est là qu'avait lieu à la fin de la fête la célèbre course de chevaux libres. Elle fut supprimée en 1874 par la municipalité de Rome, contribuant ainsi à la disparition de cette fête, aujourd'hui bien oubliée du grand public.
Goethe durant un séjour à Rome habita 18, via del Corso, et assista de sa fenêtre à la fête, dont il laissa une description. Son logement est aujourd'hui la propriété de l'Institut Goethe, centre culturel allemand de Rome, et sert à des expositions, avec d'autres pièces du même bâtiment.

## Monuments civils
- Palais Doria-Pamphili
- Palais Chigi
- Palais Della Genga
- Palais Ruspoli
- Palais Sciarra Colonna
- Hôpital San Giacomo in Augusta
- Palais Rondanini
- Maison de Goethe
- Palais de la Banque commerciale italienne

## Eglises
- Eglise San Marcello al Corso
- Eglise San Carlo al Corso
- Eglise San Giacomo in Augusta
- Eglise Gesù et Maria

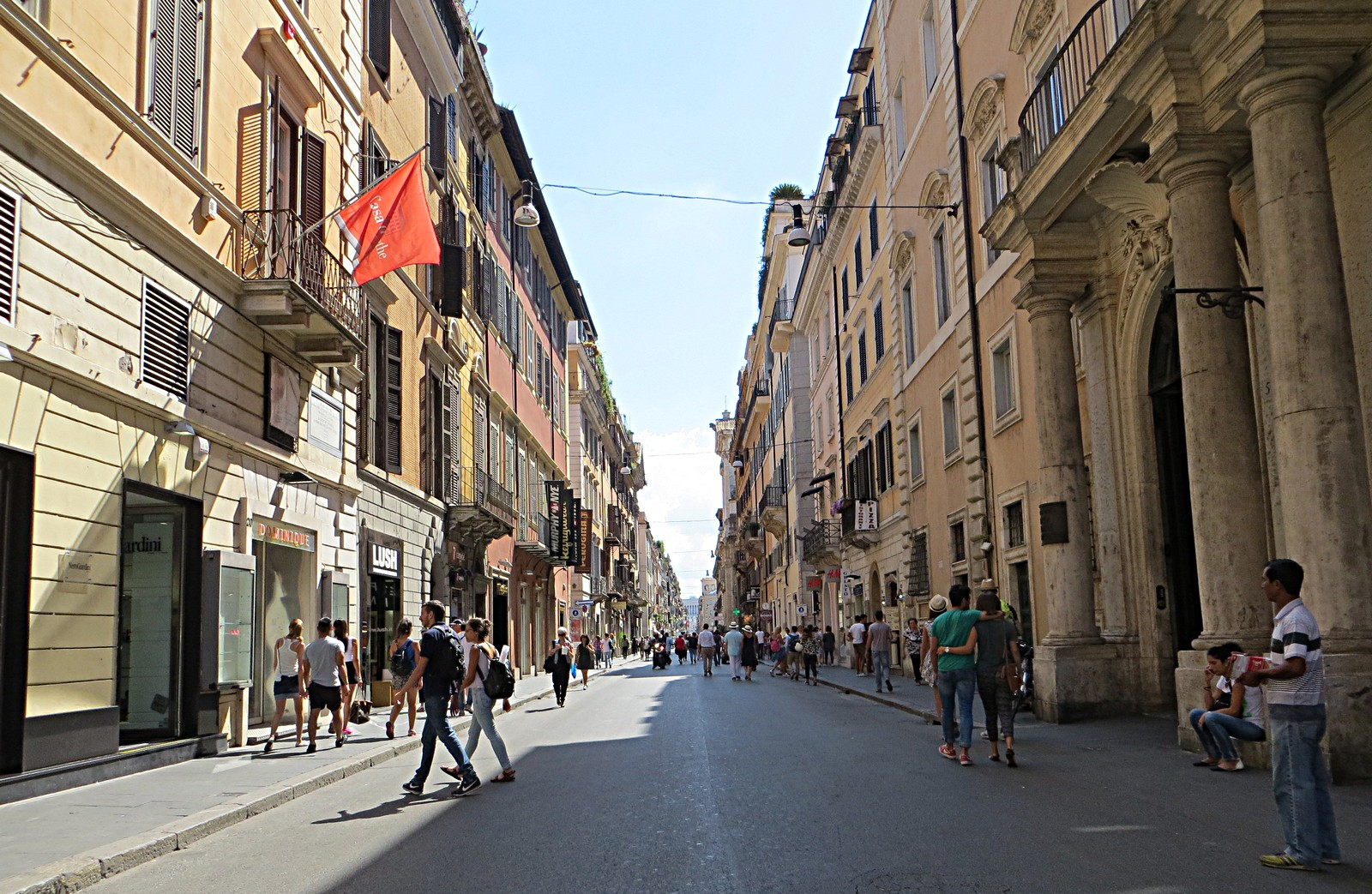
Panorama
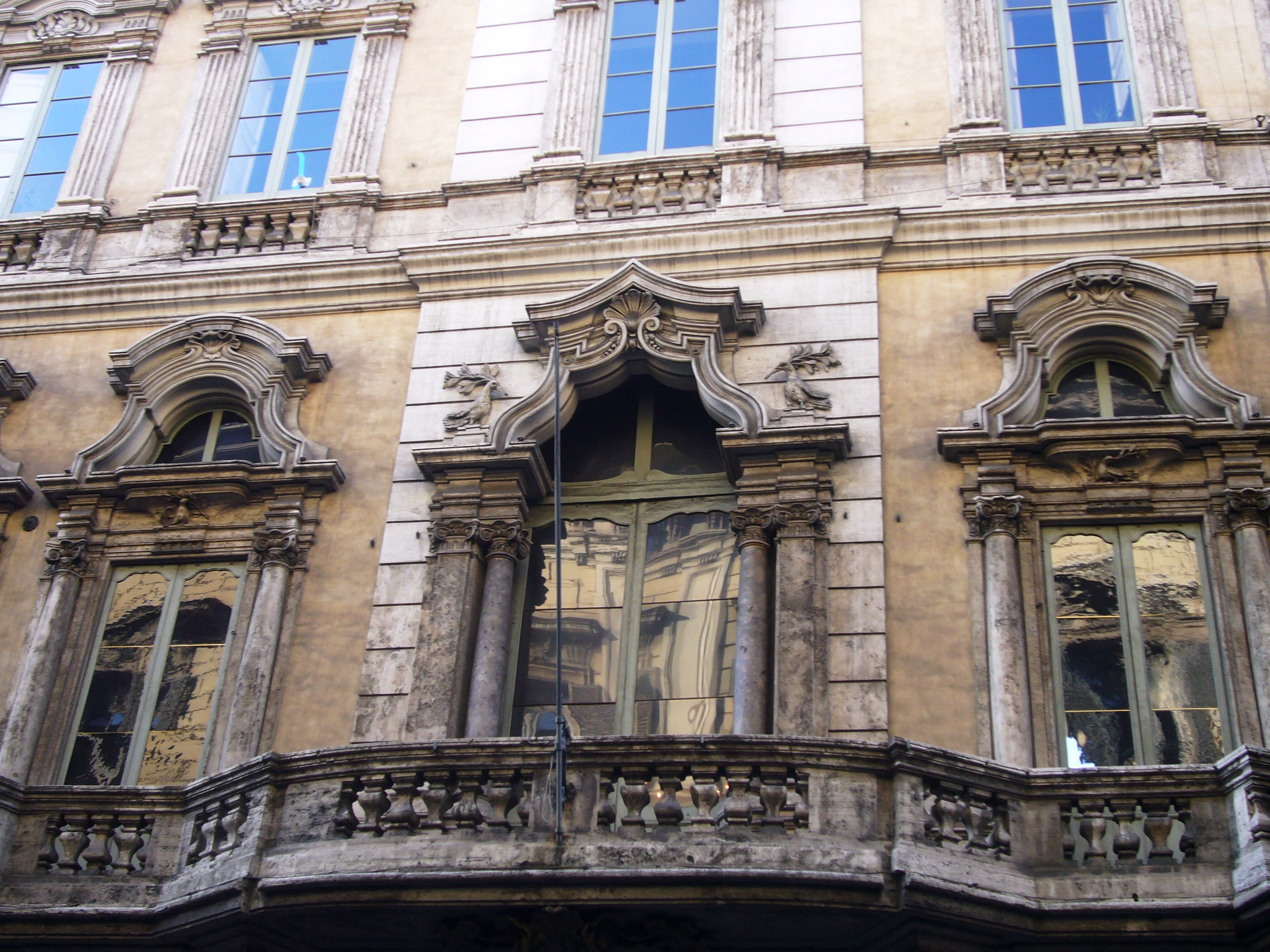
Palais Doria-Pamphili
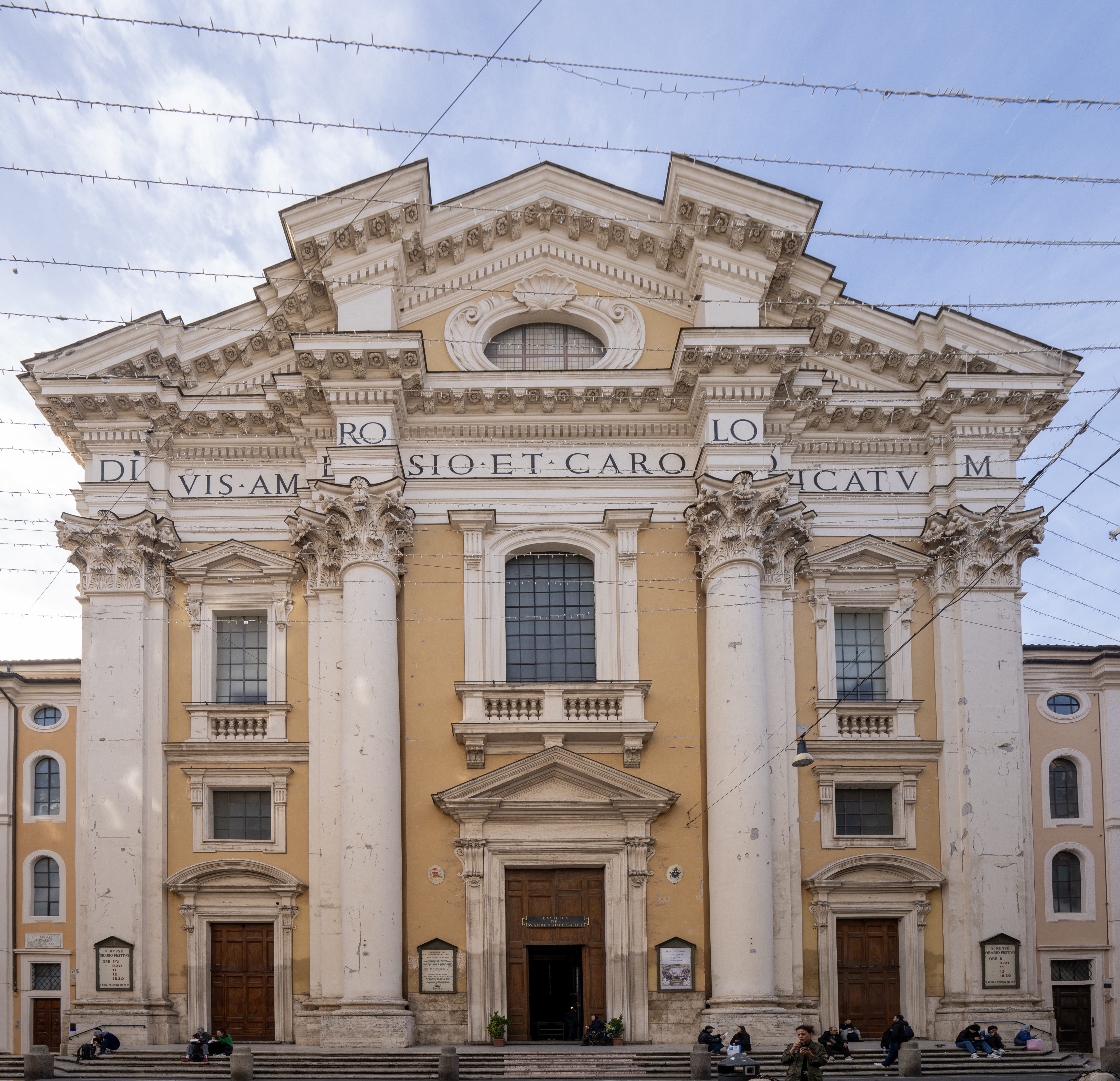
San Carlo al Corso
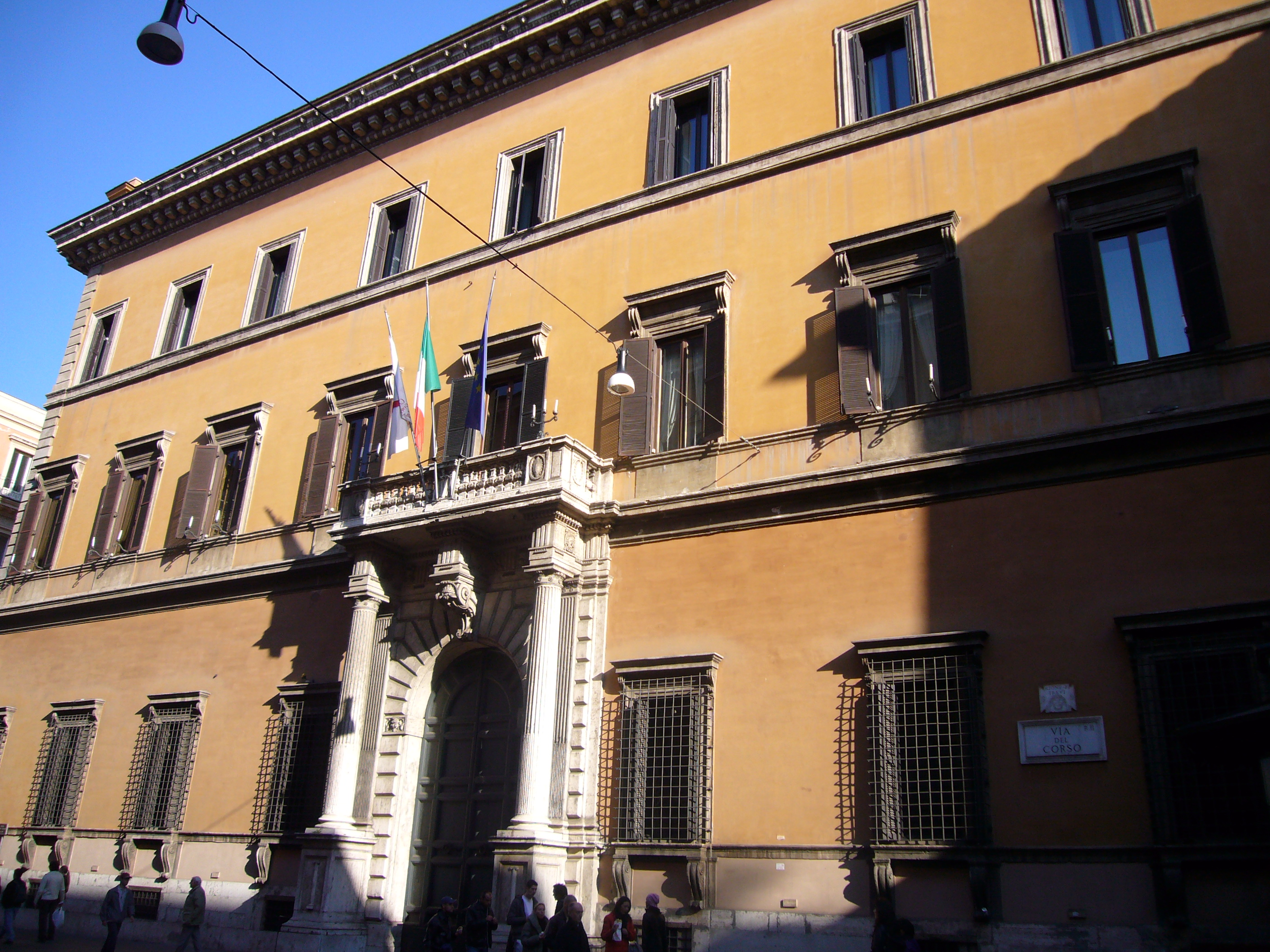
Palais Sciarra Colonna
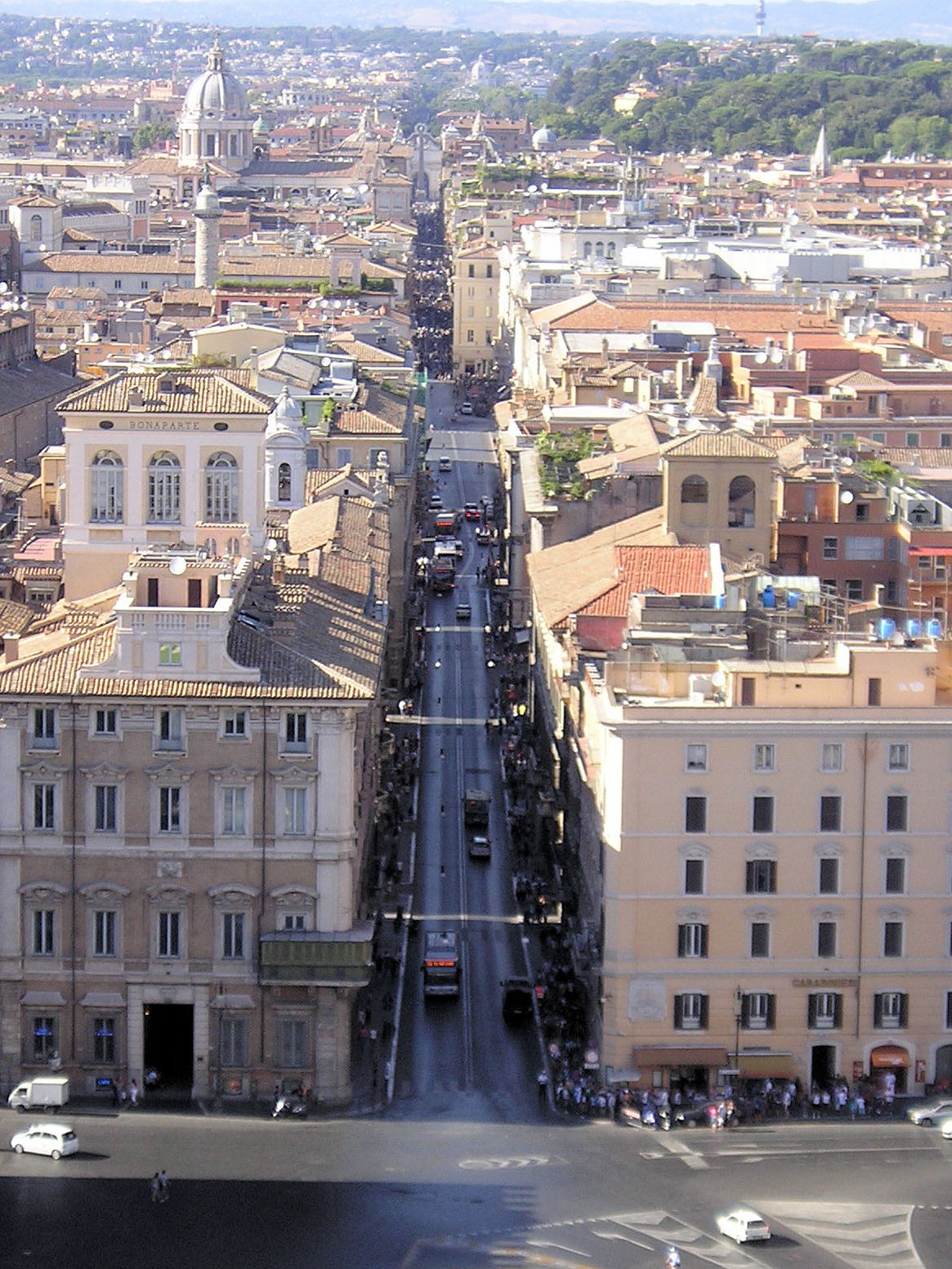
Le Corso, vu de la Piazza Venezia
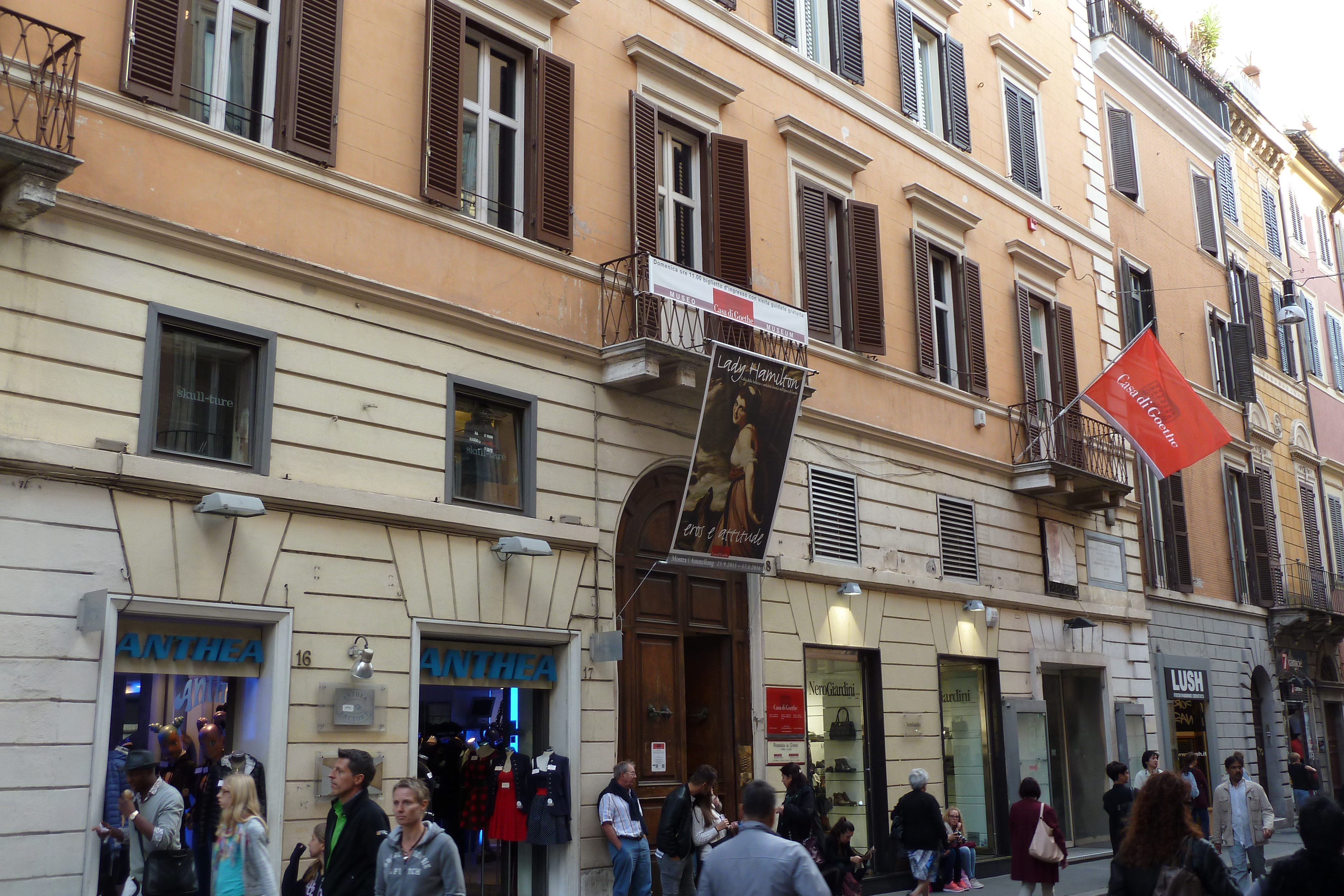
Casa di Goethe